# Aleksander Barszczewski
Aleksander Barszczewski, ps. Aleś Barski (ur. 2 listopada 1930  w Bondarach, zm. 27 marca 2022 w Warszawie) – polski oraz białoruski pisarz i poeta, publicysta i pracownik naukowy.
Ukończył filologię słowiańską na Uniwersytecie Łódzkim, a następnie w 1974 roku uzyskał stopień doktora na Uniwersytecie Warszawskim, broniąc pracę dotyczącą twórczości Jakuba Kołasa. W 1990 uzyskał stopień doktora habilitowanego za rozprawę z dziedziny folklorystyki białoruskiej. Odbył staż naukowy w Związku Radzieckim.
Debiutował w 1959 roku, jako poeta białoruski, w tomie zbiorowym Ruń. Był działaczem Białoruskiego Towarzystwa Społeczno-Kulturalnego.
W latach 1975–2004 kierował Katedrą Filologii Białoruskiej na Uniwersytecie Warszawskim. Współpracował z Katolickim Uniwersytetem Lubelskim i Uniwersytetem Marii Curie-Skłodowskiej. W 1993 roku otrzymał tytuł doktora honoris causa Białoruskiego Uniwersytetu Państwowego w Mińsku. Od 1993 roku był przewodniczącym Komitetu Głównego Olimpiady Języka Białoruskiego w Polsce.

## Twórczość wybrana

### Prace naukowe
- Białoruska obrzędowość i folklor wschodniej Białostocczyzny, Białystok 1990.
- Tworcy biełaruskaha litaraturnaha ruchu u Polszczy. 1958-1998, Warszawa 2001.
- Biełaruskaja emihracyjnaja piśmowaść, Warszawa 2004.

### Tomiki poezji wydane pod pseudonimem Aleś Barski
- Belaveżskija matywy (1962)
- Żniven slou (1967)
- Liryčny puls (1987)

## Odznaczenia
- Medal Franciszka Skaryny (Białoruś, 1991)[3]
- Order Franciszka Skaryny (Białoruś, 2015)[4]